# Ргаје
Ргаје су тврђава, удаљена 16km југозападно од Прокупља (Хисара). Данас има остатака утврђења на узвишици.